# Ibn al-Múslima
Abu-l-Qàssim Alí ibn al-Hussayn ibn Àhmad ibn Úmar, també conegut pel seu títol raís ar-ruassà, però, sobretot, conegut pel sobrenom familiar Ibn al-Múslima fou un visir abbàssida membre de la família Al al-Raqil.
Era un jurista poc conegut quan el 1045 fou escollit com a visir pel califa Al-Qàïm, després que aquesta funció havia estat abolida des del 945. Va exercir fins al 1058. Les condicions de nomenament i els seus poder són molt poc coneguts. Oposat al cap militar dels turcs buwàyhides, al-Bassassirí, finalment fou el que va portar als seljúcides el 1055. Quan al-Bassassirí va recuperar Bagdad al final del 1058 Ibn al-Múslima fou fet presoner i subjecte a tortura fins a la mort (16 de febrer del 1059)
Vegeu també dos visir més de la mateixa família:
- Abu-l-Fat·h al-Mudhàffar ibn al-Múslima
- Adud-ad-Din Muhàmmad ibn Abd-Al·lah